# Movimentos LGBT no Brasil
Movimentos civis LGBT no Brasil são uma série de manifestações sócio-político-culturais em favor do reconhecimento da diversidade sexual e pela promoção dos interesses dos homossexuais diante da sociedade brasileira.
O movimento em si não tem uma data de início específica mas as manifestações contra o preconceito que se exercia contra as pessoas homossexuais pode ser sentida desde a década de 1960, com especial ênfase a partir da década de 1970, depois da abertura política.

## História

### Origem

João Antônio Mascarenhas defende os homossexuais na comissão do deputado Antônio Mariz da Constituinte de 1988

O primeiro ato político em relação aos direitos dos homossexuais no Brasil foi registrado no ano de 1977, quando o advogado gaúcho João Antônio Mascarenhas, que morava no Rio de Janeiro, convidou o editor da publicação Gay Sunshine, de São Francisco, Estados Unidos, para realizar conferências no país.
Mascarenhas ainda criou, durante a ditadura militar, a publicação O Lampião da Esquina, que militava contra o preconceito e pelos direitos civis LGBT e durou de 1978 a 1981.

### Movimento organizado
Com o endurecimento da ditadura militar, entre as décadas de 1960 e 1970, um movimento estudantil ativo começa a ganhar visibilidade. Nos anos 1970, o movimento feminista ganha evidência e, na segunda parte da década, surgem as primeiras organizações do movimento negro contemporâneo, como o Movimento Negro Unificado, e do movimento homossexual, como o Somos - Grupo de Afirmação Homossexual, de São Paulo.

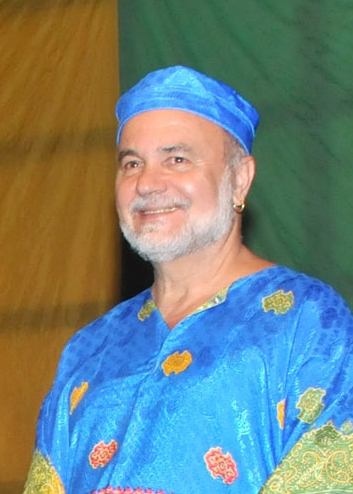
Luiz Mott em 2010, durante cerimônia em Brasília

Assim como no movimento feminista e no movimento negro, a "primeira onda" do movimento homossexual continha propostas de transformação para o conjunto da sociedade. Pertenceram a essa fase o grupo Somos e o jornal Lampião da Esquina, que promoviam a reflexão em torno da sujeição do indivíduo às convenções de uma sociedade sexista, gerando espaços onde a diversidade sexual podia ser afirmada. O movimento desse período é marcado por um forte caráter anti-autoritário, em reação ao contexto da ditadura.
Em 1979, num dos primeiros encontros de homossexuais militantes no Rio de Janeiro, as resoluções foram a reivindicação da inclusão do respeito à orientação sexual na constituição federal; campanhas para retirar a homossexualidade da lista de doenças; e a convocação de um primeiro encontro de um grupo de homossexuais organizados, o que aconteceu em São Paulo em abril de 1980. No mesmo ano, há uma cisão no grupo Somos com o surgimento do primeiro grupo exclusivamente lésbico. Em 13 de junho é realizada a primeira passeata organizada pelo movimento na região central da capital paulista.
A partir de 1980 se inicia a atuação do Grupo Gay da Bahia (GGB), que vai ter uma influência muito grande nos anos de 1980 e que, de certa forma, vai ajudar também a fortalecer o ativismo no Nordeste. Em 1983, o grupo Somos de São Paulo é dissolvido. É também nesse momento que eclode a epidemia do HIV/AIDS, o que reduz o número de grupos ativistas e atrapalha ainda mais o movimento civil organizado homossexual no país.
Nesse contexto que emerge o que chamo de "segunda onda" do movimento homossexual no Brasil, que corresponde a um período de aumento da visibilidade pública da homossexualidade, com o início da criação de um mercado de bens e serviços voltados ao público homossexual. Este período é marcado por um ativismo mais pragmática, com o objetivo de garantir direitos civis e ações contra discriminações e violência.

### Constituição de 1988

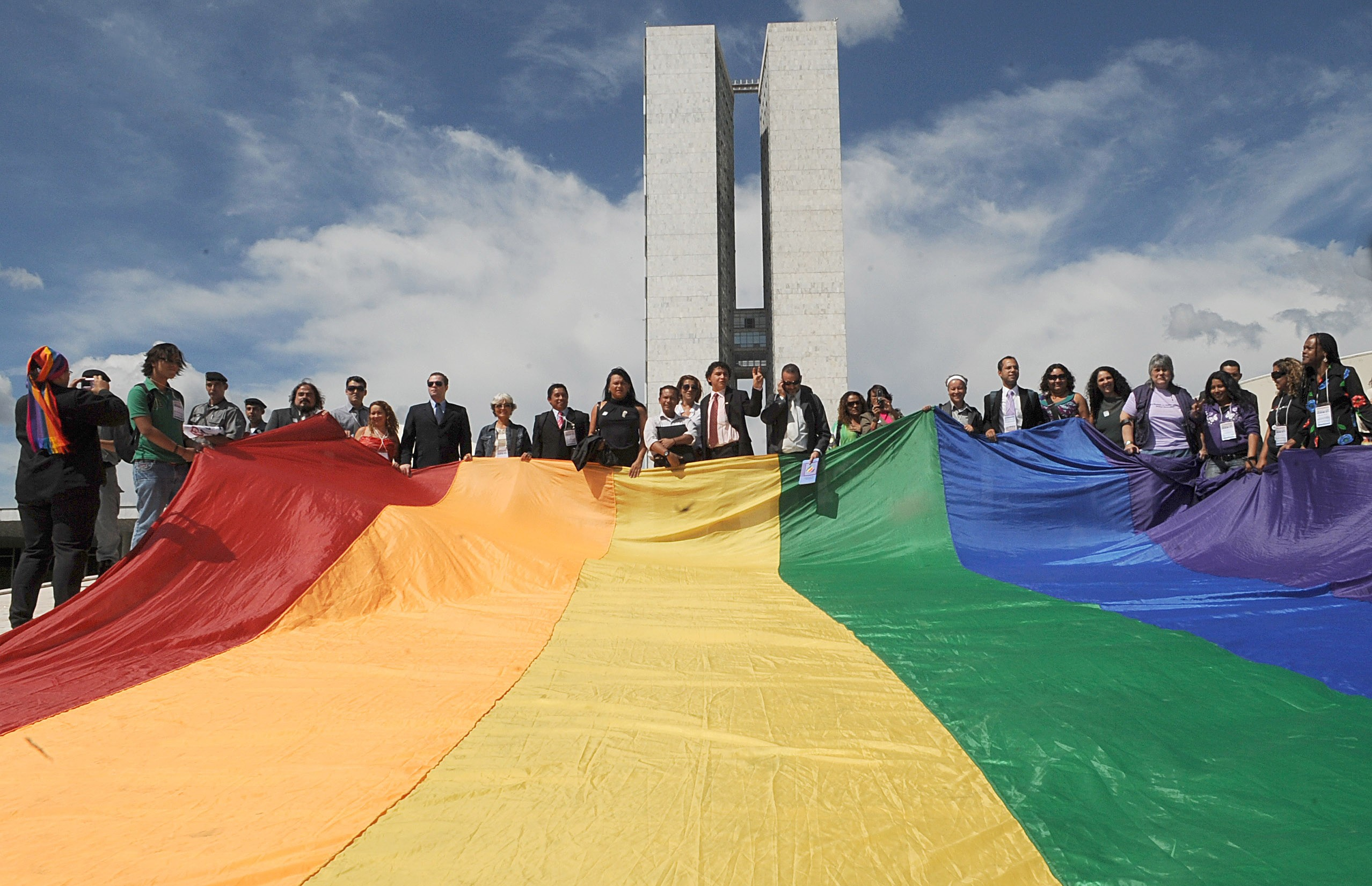
Protesto a favor dos direitos LGBT em frente ao Congresso Nacional do Brasil.

Em 1985, João Antônio Mascarenhas também colaborou com a decisão do Conselho Federal de Medicina (CFM) de deixar de considerar a homossexualidade um distúrbio mental. Além disso, o advogado participou do debate da elaboração da Constituição Federal de 1988, sendo o primeiro homossexual brasileiro a ser convidado para falar à Assembleia Nacional Constituinte, com o intuito de argumentar pela inclusão do termo "orientação sexual" no artigo 3.º, Inciso IV, que estabelecia "o bem de todos, sem preconceitos contra quaisquer formas de discriminação".
| “ | A cada vez que o assunto entrava em pauta a temperatura da Assembleia subia e os debates descambavam para insultos pessoais. Os constituintes, contrários à petição dos homossexuais costumavam insinuar que seus defensores tentavam legislar em causa própria. A fúria provinha especialmente de deputados ligados às igrejas evangélicas. | ” |

No dia 28 de janeiro de 1988, no entanto, o termo acabou rejeitado pela maioria dos representantes da Constituinte. Dos 559 políticos que exerciam mandato no Congresso Nacional do Brasil, 429 (ou seja, mais de três quartos) se opuseram à proposta de inclusão.

### Terceira onda

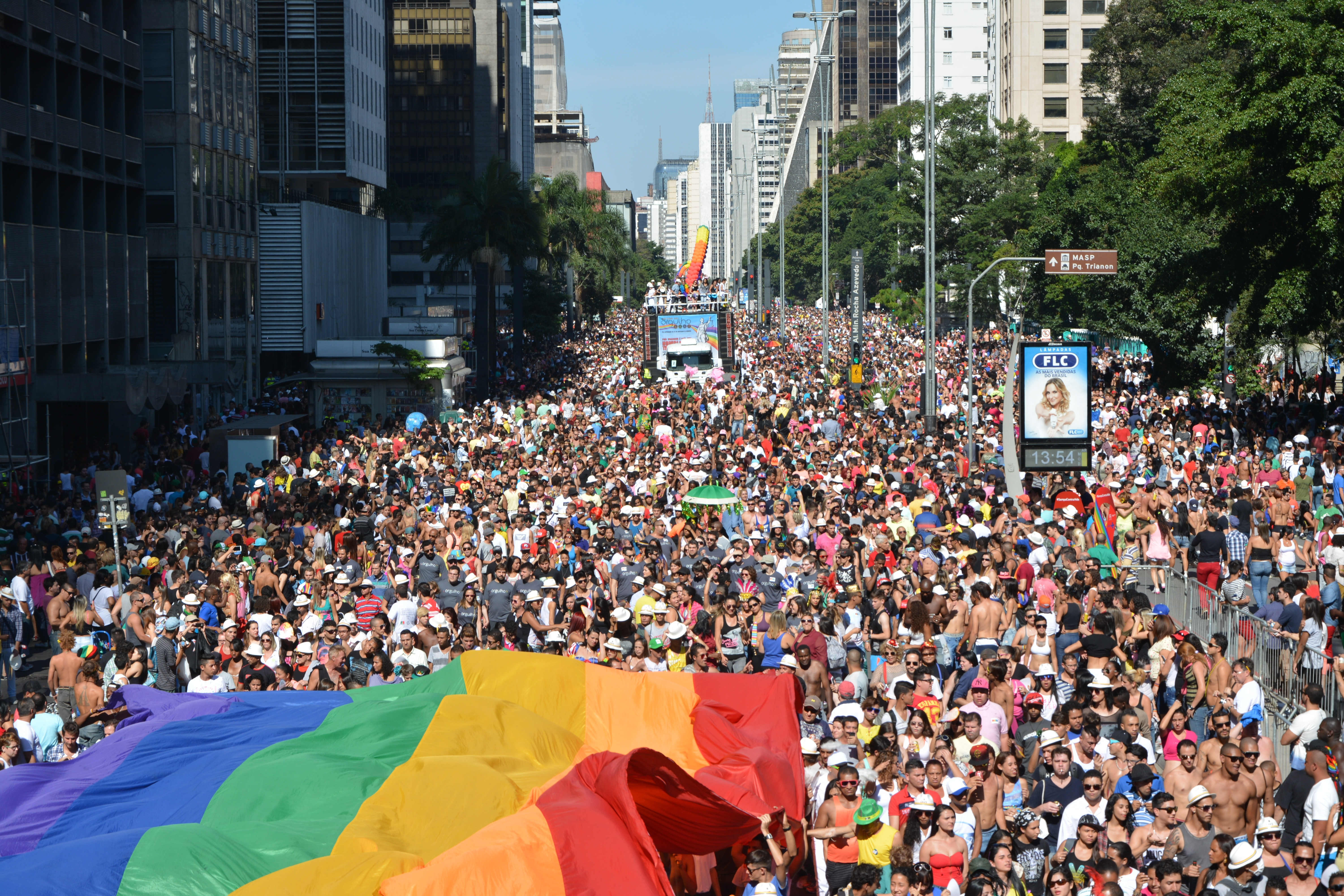
A Parada do Orgulho LGBT de São Paulo é o grande evento de visibilidade homossexual no Brasil.

No início dos anos 1990, o movimento LGBT cresceu como resposta à epidemia, tornando o Brasil pioneiro na resposta comunitária e governamental à AIDS (ver HIV/AIDS no Brasil) e dá inicio à "terceira onda" do movimento. Nessa época também há um aumento do número de grupos e a expansão do movimento por todos os estados do país, além da diversificação de tipos de organizações.
Nesse novo momento, uma das características é a diferenciação de vários sujeitos políticos internos ao movimento: lésbicas, gays, bissexuais, travestis e transexuais, com foco em demandas específicas de cada um desses coletivos. Em 1995, ocorre a fundação da Associação Brasileira de Gays, Lésbicas, Bissexuais, Travestis e Transexuais (ABGLT), a primeira e maior rede de organizações LGBT brasileiras, que reúne cerca de 200 organizações espalhadas por todo o país, sendo considerada a maior rede do tipo em toda a América Latina. Com a criação da ABGLT, várias redes nacionais surgem pelo país. Em 2007, havia a ABGLT, a Associação Brasileira de Lésbicas (ABL), a Liga Brasileira de Lésbicas (LBL), a Associação Nacional de Travestis (Antra), o Coletivo Nacional de Transexuais (CNT), o Coletivo Brasileiro de Bissexuais (CBB) e a Rede Afro LGBT.
Paradas do movimento homossexual passaram a ocorrer por todo o país. Segundo a ABGLT, 300 eventos do tipo forma realizados no país em 2007. A maior delas, a Parada do Orgulho LGBT de São Paulo, já chegou a reunir 3 milhões de pessoas, segundo a Prefeitura de São Paulo.
Em 2004, é criado o programa "Brasil sem Homofobia", com o objetivo de criar uma articulação interministerial, para inserir ações de combate à homofobia em diversos ministérios, com a criação de grupos de trabalho compostos por gestores, técnicos e ativistas, que passam então a contribuir na proposição e no controle social de políticas públicas. Nas eleições de 2014, o deputado Jean Wyllys foi reeleito como o sétimo mais votado entre os candidatos do estado do Rio de Janeiro, com pouco menos de 145 mil votos válidos. Abertamente homossexual, Wyllys é um dos mais atuantes parlamentares brasileiros na defesa dos direitos humanos, especialmente em relação aos direitos LGBT. A maior torcida organizada do Brasil — a Galo Queer — foi fundada em Minas Gerais depois de uma cientista social visitar o estrangeiro e ter se chocado com a realidade do futebol brasileiro.

## Organizações
| Organização                                                                                      | Fundação       |
| ------------------------------------------------------------------------------------------------ | -------------- |
| Aliança Nacional LGBTI                                                                           | 2003           |
| Articulação Nacional de Travestis e Transexuais (ANTRA)                                          | 2000           |
| Associação Brasileira de Homens Trans (ABHT)                                                     | 2012           |
| Associação Brasileira de Lésbicas, Gays, Bissexuais, Travestis, Transexuais e Intersexos (ABGLT) | 1995           |
| Associação Brasileira Intersexo (ABRAI)                                                          | 2018           |
| Articulação Brasileira Não Binária (ABRANB)                                                      | 2021           |
| Associação de Travestis e Liberados (ASTRAL)                                                     | 1992           |
| Bancada LGBT+ Brasileira                                                                         | 2023           |
| Coletivo de Artistas Transmasculines (CATS)                                                      | 2020           |
| Coletivo de Torcidas Canarinhos LGBTQ                                                            | 2019           |
| Coletivo TYBYRA                                                                                  | 2019           |
| Evangélicxs pela Diversidade                                                                     | 2016           |
| Fórum Nacional de Travestis e Transexuais Negras e Negros (FONATRANS)                            | Não disponível |
| Frente Bissexual Brasileira                                                                      | Não disponível |
| Grupo de Ação Lésbica Feminista (GALF)                                                           | 1981           |
| Grupo de Mulheres Felipa de Sousa                                                                | 2001           |
| Grupo Dignidade                                                                                  | 1992           |
| Grupo Gay da Bahia (GGB)                                                                         | 1980           |
| Instituto Brasileiro de Transmasculinidades (IBRAT)                                              | 2013           |
| Liga Brasileira de Lésbicas (LBL)                                                                | 2003           |
| Rede Brasileira de Pessoas Intersexo (REBRAPI / INTERSEXO BRASIL)                                | Não disponível |
| Somos – Grupo de Afirmação Homossexual                                                           | 1978           |
| Turma OK                                                                                         | 1962           |
| VoteLGBT                                                                                         | 2014           |

## Eventos históricos
| Evento histórico                                                                     | Data de ocorrência |
| ------------------------------------------------------------------------------------ | ------------------ |
| Denúncia contra Francisco Manicongo ao Tribunal do Santo Ofício                      | 1591               |
| Condenação de Felipa de Souza pelo Tribunal do Santo Ofício                          | 1591               |
| Execução de Tibira do Maranhão                                                       | 1614               |
| I Congresso Nacional do Terceiro Sexo (não realizado)                                | 1966               |
| I Congresso de Homossexuais do Nordeste                                              | 1972               |
| Primeira cirurgia de redesignação sexual para um homem trans                         | 1977               |
| Primeira edição de O Lampião da Esquina                                              | 1978               |
| I Encontro Brasileiro de Homossexuais                                                | 1980               |
| Primeira edição de Chanacomchana                                                     | 1981               |
| Invasão do Ferro’s Bar                                                               | 1983               |
| Eleição de Kátia Tapety à Câmara Municipal de Colônia do Piauí                       | 1992               |
| Encontro Nacional de Travestis e Liberados que Atuam na Prevenção da Aids (ENTLAIDS) | 1993               |
| 1.º Seminário Nacional de Lésbicas (SENALE)                                          | 1996               |